# KkStB Gv
Die Dampflokomotivreihe kkStB Gv war eine Schmalspur-Tenderlokomotivreihe der k.k. Staatsbahnen Österreichs, die für die ehemalige Pferdeeisenbahn Budweis–Linz–Gmunden beschafft wurde. Sie war eine von nur zwei schmalspurigen Typen des Konstrukteurs Karl Gölsdorf.
Die vier Maschinen waren Verbund-Lokomotiven mit Innenrahmen und Außensteuerung, die von Krauss in Linz von 1895 bis 1899 geliefert wurden.
Im Unterschied zu den ersten beiden erhielten Gv.3 und Gv.4 etwas größere Kohlenbunker und Wasserkästen, außerdem wurde ein Kobelkamin installiert.
Die kkStB beschaffte diese Lokomotiven mit der ungewöhnlichen Spurweite der Pferdeeisenbahn von 1106 mm schon im Hinblick der bevorstehenden Umspurung auf 1435 mm. Der Umbau in normalspurige Tenderlokomotiven kkStB 189.01–04 erfolgte dann tatsächlich 1903, dem Jahr der Umspurung ihrer Stammstrecke.